# Bernardo Zane

Oratio habita in prima sessione Lateranensis Concilii

Bernardo Zane (... – 5 gennaio 1524) è stato un arcivescovo cattolico e poeta italiano.

## Biografia
Patrizio veneto, fu protonotario apostolico e dal 1503 arcivescovo metropolita di Spalato.

## Opere
- (LA) Bernardo Zane, Oratio habita in prima sessione Lateranensis Concilii, 1512. URL consultato il 22 aprile 2015.

## Successione apostolica
La successione apostolica è:
- Patriarca Antonio Contarini (1509)